# 10-я сессия Комитета всемирного наследия ЮНЕСКО

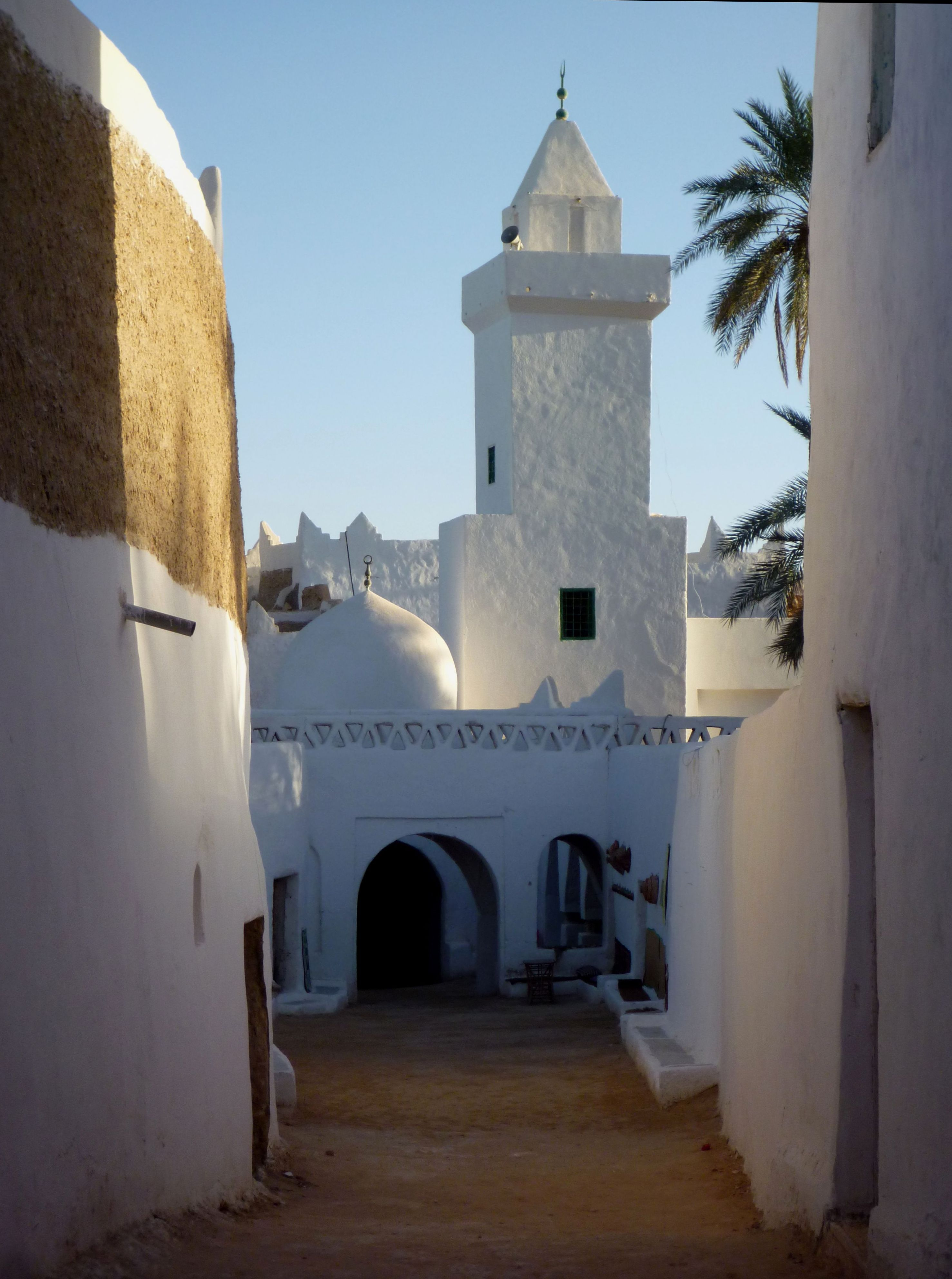
Гадамес

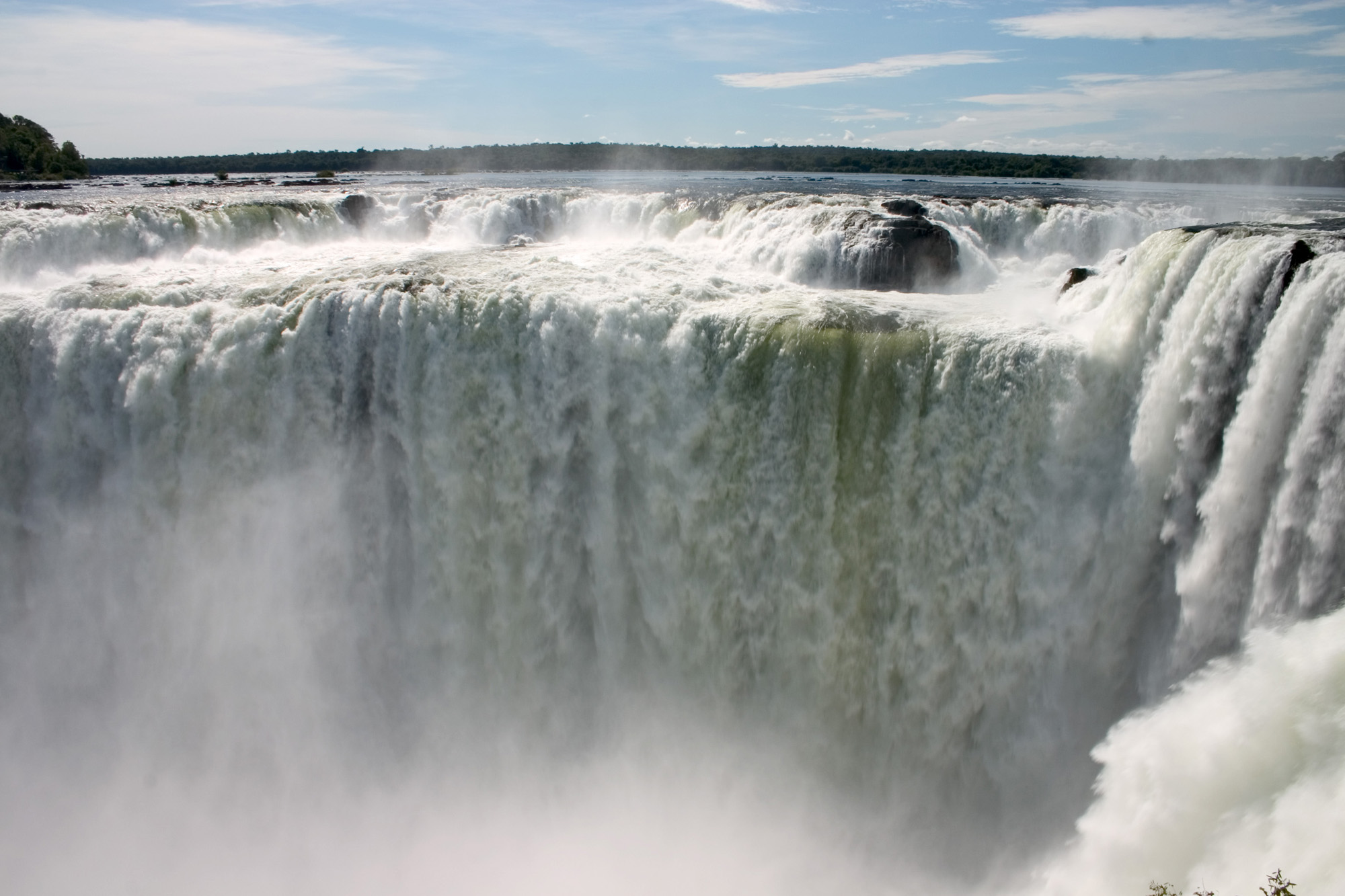
Игуасу (национальный парк, Бразилия)

10-я сессия Комитета всемирного наследия ЮНЕСКО проходила с 24 по 28 ноября 1986 года, в Париже, Франция. Было подано 31 объектов в список всемирного наследия ЮНЕСКО. 23 объекта культурного наследия, 1 смешанного объекта и 7 природных объектов. Таким образом, общее число регистраций достигло 246 (179 культурного наследия, 9 смешанных и 58 природных описания наследия).

## Объекты, внесённые в список всемирного наследия

### Культурное наследие
Великобритания: Даремский замок и Даремский собор в Дареме
Великобритания: Ущелье Айрон-Бридж
Великобритания: Парк Стадли-Ройял и руины Фаунтинз
Великобритания: Мегалитические памятники  Стоунхендж, Эйвбери и прилегающие археологические объекты
Великобритания: Замки и крепости короля Эдуарда I в древнем княжестве Гуинедд
Германия: Трирский собор, Либфрауэнкирхе в городе Трир
Греция: Храм Аполлона Эпикурейского в Бассах
Зимбабве: Национальный памятник Большое Зимбабве
Зимбабве: Национальный памятник Руины Кхами
Испания: Памятники стиля Мудехар в Арагоне (расширена в 2001 году)
Испания: Исторический центр города Толедо
Испания: Старый город в Касересе
Индия: Церкви и монастыри в Гоа
Индия: Памятники Кхаджурахо
Индия: Памятники Хампи
Индия: Древний город Фатехпур-Сикри
Йемен: Старый город в Сане
Ливия: Старый город в Гадамесе
Перу: Археологическая зона Чан-Чан
Португалия: Исторический центр в Эворе
Сербия: Монастырь Студеница
Сирия: Старый город в Халебе
Турция: Столица Хеттов Хаттуса

### Смешанные
Великобритания: Острова Сент-Килда (первоначально — природный объект (в 2004 и 2005 гг.), затем — смешанное наследие)

### Природное наследие
Австралия: Дождевые леса восточного побережья Австралии (расширена в 1994 году)
Бразилия: Национальный парк Игуасу
Великобритания: Дорога гигантов
Испания: Национальный парк Гарахонай
Словения: Шкоцянские пещеры
Новая Зеландия: Национальные парки Вестленд и Маунт-Кук
Новая Зеландия: Национальный парк Фьордленд

### Расширены
Тунис: Пунический город Керкуан

### Убраны из Красного списка
Ни один объект не был убран из красного списка.

### Добавлены в Красный список
Перу: Археологическая зона Чан-Чан